# جون س. مارشال
جون س. مارشال (بالإنجليزية: John C. Marshall)‏ هو عازف جاز بريطاني، ولد في 17 أبريل 1941 في لندن في المملكة المتحدة، وتوفي في 2 سبتمبر 2012 في دوسلدورف في ألمانيا.

## وصلات خارجية
- جون س. مارشال على موقع ميوزك برينز (الإنجليزية)
- جون س. مارشال على موقع أول ميوزيك (الإنجليزية)
- جون س. مارشال على موقع ديسكوغز (الإنجليزية)